# Columbo: Seltsame Bettgenossen
Seltsame Bettgenossen (Originaltitel: Strange Bedfellows, Alternativtitel: Fremde Bettgesellen und Mord unter Brüdern) ist eine erstmals auf ABC gesendete Episode der Kriminalfilm-Reihe Columbo aus dem Jahr 1995. Die deutschsprachige Erstausstrahlung der zehnten Folge der zehnten Staffel folgte noch im selben Jahr durch den Fernsehsender RTL. Der US-amerikanische Schauspieler George Wendt verkörpert als Pferdezüchter und Doppelmörder Graham McVeigh den Gegenspieler von Inspektor Columbo, dargestellt von Peter Falk.

## Handlung
Die beiden Brüder Graham und Teddy McVeigh sind Eigentümer einer Farm in den kalifornischen Bergen, auf der Rennpferde gezüchtet werden. Während der ehrgeizige Graham das Erbe seiner verstorbenen Eltern in einen profitablen Betrieb überführen möchte, hat der verschwenderische Teddy durch seine Spielsucht hohe Schulden angehäuft. Einer seiner Gläubiger ist Bruno Romano, ein Gastronom und Buchmacher mit Verbindungen zur organisierten Kriminalität. Obwohl Teddy seinem Bruder verspricht, mit dem Glücksspiel aufzuhören, befürchtet Graham in absehbarer Zeit einen finanziellen Ruin. Indes rechnet Romano bei einem riskanten Wetteinsatz mit einem hohen Gewinn, nachdem er aufgrund eines Insidertipps von Teddy eine beträchtliche Summe auf ein Erfolg versprechendes Pferd aus dem Gestüt der McVeighs gesetzt hat. Am Renntag jedoch verabreicht Graham dem Hengst unbemerkt ein schwächendes Medikament. Nach dem verlorenen Wettkampf sichert er dem fassungslosen Bruder seine Unterstützung bei der Begleichung der Forderungen zu. In Verkleidung sucht er Romanos Bar auf, um den Anschein zu erwecken, der Eigentümer habe Teddy telefonisch kontaktiert. Bevor er sich in das Büro schleicht, setzt er Mäuse in der Damentoilette zur Ablenkung des Personals aus. Nach der Rückkehr fahren die Brüder in der Nacht mit Teddys Wagen in ein abgelegenes Waldstück zu einem angeblichen Treffen mit Romano. Unvermittelt schießt Graham Teddy mit einer nicht registrierten Waffe in den Hinterkopf, die er zuvor von einem Pfandleiher erworben hat. Anschließend beseitigt er die hinterlassenen Spuren im Wageninneren und fährt mit einem Faltrad zurück zur Ranch.
Am nächsten Morgen wird die Leiche gefunden. Die Umstände lassen vermuten, die Mafia stecke hinter dem Mord. Dennoch kann sich Inspektor Columbo einige Ungereimtheiten nicht erklären. Offenbar muss sich kürzlich ein Raucher im Fahrzeug des Ermordeten befunden haben, weil der Aschenbecher trotz einer Vollreinigung am Vortag nicht geleert ist. Wie sich bald herausstellt, stammt die Zigarettenasche von derselben Marke, die auch Graham konsumiert, obwohl er nach eigenen Angaben nicht im Auto saß. Der Anfangsverdacht gegen Graham erhärtet sich. Als Columbo ihm die Nachricht vom Tod des Bruders überbringt, erzählt Graham von den Spielschulden des Opfers und untermauert damit die Theorie eines gezielten Racheaktes aus der Unterwelt. Im weiteren Verlauf des Tages setzt der Mörder den zweiten Teil seines Planes in die Tat um. Unter dem Vorwand einer angestrebten gütlichen Einigung lockt er Romano am Abend auf die Farm und erschießt ihn. Dann legt er ihm die Mordwaffe in die Hand, nimmt den mitgebrachten Revolver des Toten an sich und alarmiert die Polizei. Für den ermittelnden Inspektor sieht es vordergründig nach Notwehr aus. Demnach müsse Romano zunächst Teddy umgebracht und später Graham bedroht haben. Nachforschungen in der Bar zeigen hingegen, dass dieser ein Alibi für die Tatzeit besitzt. Beiläufig erfährt Columbo von dem Vorfall mit den Mäusen und entdeckt im Mülleimer eines der erlegten Exemplare.
Kurz danach wird der Inspektor von zwei Männern gegen seinen Willen in die Residenz von Vincenzo Fortelli gebracht. Der berüchtigte Mafiaboss beabsichtigt, den Fall mit ihm im Rahmen eines opulenten Mittagessens zu besprechen. Er weist auf ein ballistisches Gutachten zur verschwundenen Waffe hin, das die Unschuld seines Freundes Romano belegen soll. Er macht dem Inspektor klar, dass er von der Schuld Grahams hinsichtlich der beiden Morde überzeugt ist. Darüber hinaus macht er unmissverständlich klar, die Angelegenheit selbst in die Hand nehmen zu wollen, falls es der Polizei nicht gelingen sollte, Graham in einem ordnungsgemäßen Verfahren zu überführen. Tags darauf berichtet Columbo dem Verdächtigen vom Stand der Untersuchungen. So müssen die Mäuse in der Bar vorsätzlich ausgesetzt worden sein, denn es handele sich um eine Art, die nur in bergigen Regionen und nicht im Stadtgebiet heimisch ist. Argwöhnisch versteckt Graham Romanos Waffe unter einer Vogeltränke. Am Folgetag stellt Fortelli ein Ultimatum: Graham soll ihm eine Mehrheitsbeteiligung an der Ranch überschreiben, andernfalls würde er ihn umbringen lassen. Der Drohung verleiht er zusätzliches Gewicht, indem er seine Handlanger losschickt, um Graham im Wagen zu verfolgen und mehrmals zu rammen. Der Inspektor wird um Hilfe gebeten, kann aber ohne Beweise weder gegen Fortellis Morddrohung angehen, noch die festgenommenen Schergen länger unter Arrest stellen.
Columbo findet heraus, dass der mysteriöse Mann aus Romanos Bar äußerlich und aufgrund seiner Gewohnheiten Ähnlichkeit mit Graham hat. Er lässt ausrichten, sich am Abend mit ihm in einem Restaurant verabreden zu wollen. Doch der Inspektor erscheint nicht zum vereinbarten Zeitpunkt. Nachdem sich alle anderen Gäste verabschiedet haben, wird Graham zunehmend misstrauisch, zumal er Fortelli in der Küche und dessen Helfer vor dem Eingang sieht. Verzweifelt fordert er Columbo telefonisch auf, zu kommen und ihn aus dem Gebäude zu eskortieren. Beide werden jedoch am Verlassen des Restaurants gehindert. Fortelli zeigt sich unzufrieden mit dem Fortschritt der polizeilichen Ermittlungen und kündigt an, auf seine Weise für Gerechtigkeit zu sorgen. Er überlässt dem Inspektor die Wahl, entweder die Vorkommnisse zu vergessen oder ebenfalls getötet zu werden. Als dieser sich resigniert abwendet, gibt Graham in Panik beide Morde zu und liefert außerdem den notwendigen Beweis: In seinem Garten liege Romanos Waffe vergraben, die daraufhin von den auf der Farm wartenden Polizeikollegen sichergestellt wird. Graham wird verhaftet und bekommt nicht mehr mit, wie Columbo und Fortelli sich gegenseitig beglückwünschen. Gemeinsam haben sie eine perfide Falle gestellt, um ihm ein Geständnis zu entlocken. Fortelli eröffnet dem Inspektor außerdem die Möglichkeit einer Zusammenarbeit in der Zukunft, die jedoch Columbo ablehnt.

## Besetzung und Synchronisation
Die deutschsprachige Synchronfassung entstand bei der Neue Tonfilm München.
| Figur                      | Darsteller          | Deutscher Sprecher |
| -------------------------- | ------------------- | ------------------ |
| Lieutenant Columbo         | Peter Falk          | Horst Sachtleben   |
| Gaststars                  |                     |                    |
| Graham McVeigh             | George Wendt        | Michael Habeck     |
| Teddy McVeigh              | Jeff Yagher         | Crock Krumbiegel   |
| Bruno Romano               | Jay Acovone         | Frank Muth         |
| Lorraine Buchinsky         | Linda Gehringer     | Katharina Lopinski |
| Sergeant Phil Brindle      | Bruce Kirby         |                    |
| Rudy                       | Don Calfa           | Hans-Rainer Müller |
| Randall Thurston           | William Bogert      | Franz Rudnick      |
| Gwen Thurston              | Shani Wallis        | Kerstin de Ahna    |
| Barney                     | John Finnegan       | Walter Reichelt    |
| Vincenzo Fortelli          | Rod Steiger         | Holger Hagen       |
| Weitere Darsteller         |                     |                    |
| Pat O’Connor               | Gerry Gibson        | Gerd Potyka        |
| Lieutenant Albert Schiffer | Justin Lord         | Thomas Rauscher    |
| Pfandleiher                | Alex Henteloff      | Ulrich Bernsdorff  |
| Tiffany Keene              | Karen Mayo-Chandler | Martina Duncker    |
| Schläger                   | Richard Epcar       |                    |
| Spurensicherer             | Frantz Turner       | Thomas Albus       |
| Kellner im „Bay Leaf“      | Mark Helm           | Niko Macoulis      |
| Officer Kelleher           | Jim Bockelman       | Manfred Trilling   |
| Ruth                       | Nancy Ragan         | Ute Bronder        |
| Emilio                     | Johnny Carbajal     | Bernd Simon        |

## Rezeption
Die Fernsehzeitschrift TV Spielfilm vergab eine positive Wertung (Daumen hoch): „Skurril: Columbo paktiert mit den Bösen.“
Der Autor Michael Striss wertete mit einem von vier Sternen (mangelhaft). Er störte sich vor allem am uninspirierten Drehbuch und an der fehlenden Kontinuität: „Diese Episode besitzt zwar durchaus ihre guten Passagen, doch überwiegen die Mängel. Warum muss Columbo ausgerechnet im Mafia-Milieu ermitteln und wird dabei sogar noch gekidnappt? Gibt es sie denn überhaupt nicht mehr, die kultivierten, intelligenten, manchmal auch charmanten Mörder mit der gewissen Noblesse, wie sie die Folgen früherer Jahre auszeichneten? Der Komödiant George Wendt jedenfalls wirkt wie ein tumber Tor, der Präsenz nur durch Leibesfülle zu vermitteln versucht. Hätte man die Hauptrolle doch dem genialen Rod Steiger übertragen, dem einzigen Lichtblick dieser Folge! Als Fortelli vermittelt er gekonnt unterschwellige Furcht, wenn er sich sehr sachlich an McVeigh wendet: »Ich lasse Sie umbringen. Ist nichts Persönliches. Rein geschäftlich.« Zahlreiche Ungereimtheiten lassen darauf schließen, dass auch diese Episode eher lieblos und ohne Detailkenntnis heruntergekurbelt wurde. Warum versteht Columbo nichts, als ihn Fortelli auf Italienisch anredet? Warum ist Sgt. Kramer umgetauft worden? Warum ist das Interieur von »Barney’s« ein völlig anderes als in »Ein Toter in der Heizdecke«? Die aufwendig inszenierte Falle – mit Verfolgungsjagden und der Scheinwelt im Restaurant »Bay Leaf« – passt im übrigen eher zum »Mission-Impossible«-Team als zu Columbo, der doch durch sehr viel schlichtere Methoden zu überzeugen weiß.“
Der Autor Mark Dawidziak ergänzte in Bezug auf den Widersacher: “Wendt is terribly miscast as a Columbo murderer in an episode loaded with problems.” (deutsch: „Wendt ist als Columbo-Mörder in einer Episode voller Probleme furchtbar fehlbesetzt.“)